# Élie-Anicet Latulipe
Pour les articles homonymes, voir Latulipe.
Élie-Anicet Latulipe (Saint-Anicet, comté de Huntingdon 3 août 1859 - 14 décembre 1922) est un ancien vicaire apostolique du Témiscamingue et premier évêque d'Haileybury.

## Biographie
Son père, Antoine Latulipe, et sa mère, Lucie Bonneville, sont de modestes paysans, qui élèvent plusieurs enfants, dont Élie-Anicet qui est l'un des aînés. À 14 ans, le jeune Latulipe vint faire son cours classique au collège de Montréal, sous la direction des Sulpiciens. Il fit aussi ses années de théologie au grand séminaire voisin, dirigé par « nos Messieurs ». À 25 ans, le 30 mai 1885, il est ordonné prêtre, à Montréal,  par Édouard-Charles Fabre. 
Il passe un an comme professeur ou surveillant au collège de Montréal, et il est cinq ans vicaire à Saint-Henri. De 1891 à 1894, il exerce ensuite les fonctions d'aumônier au Bon-Pasteur de Montréal et à la maison-mère des Sœurs de Sainte-Anne à Lachine. En 1894 enfin, sur l'appel de Narcisse-Zéphirin Lorrain et avec l'autorisation d'Édouard-Charles Fabre, il quittait son diocèse et sa province pour aller se consacrer, dans le nord de l'Ontario.
Pendant onze ou douze ans, de 1894 à 1906, l'abbé Latulipe vit à Pembroke, auprès de Lorrain, étant recteur ou curé de la cathédrale et remplissant à l'occasion la charge de vicaire général.
De 1906 à 1908, il est curé de Haileybury et desservant de plusieurs missions aux alentours.
Élu le 1er octobre 1908 évêque de Cotenna (de) et premier vicaire apostolique du Témiscamingue, alors un détachement de Pembroke, il est sacré, le 30 novembre suivant, par Duhamel, à Pembroke. Il prend sa résidence à Haileybury. 

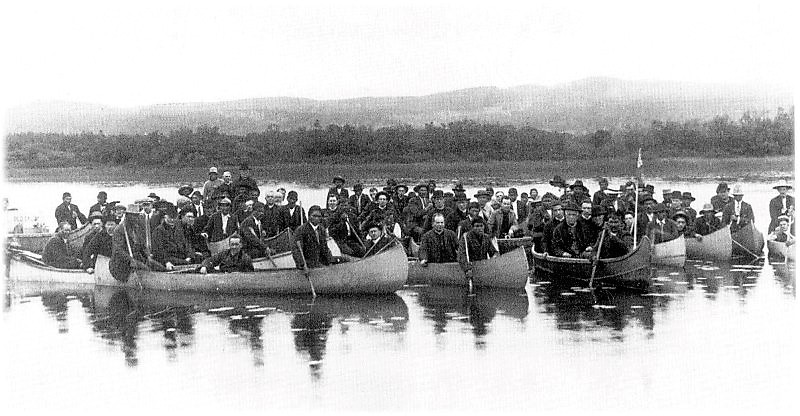
En 1913, il se rend à Wemotaci

Le 31 décembre 1915, son vicariat ayant été élevé au rang de diocèse régulier, Latulipe devient évêque en titre d'Haileybury. 
En mai 1920, sur sa demande, le Saint-Siège divisait son diocèse et crée, avec une partie de son vaste territoire, le nouveau vicariat de l'Ontario-Nord, dont Halle est nommé, sous le titre d'évêque de Pétrée, premier vicaire apostolique, en résidence à Hearst. 
Le 4 octobre 1922, un incendie ruine de fond en combles la ville d'Haileybury, y compris la cathédrale et l'évêché. L'évêque, ayant perdu tous ses biens, doit se réfugier à Cobalt.
Il décède à Cobalt, quelques semaines plus tard, le 14 décembre 1922. Il avait 63 ans d'âge.